# Ichneumon appetens
Ichneumon appetens là một loài tò vò trong họ Ichneumonidae.